# Pseudonortonia leclercqi
Pseudonortonia leclercqi är en stekelart som beskrevs av Giordani Soika 1990. Pseudonortonia leclercqi ingår i släktet Pseudonortonia och familjen Eumenidae. Inga underarter finns listade i Catalogue of Life.